# Farnakés (Mysliveček)
Farnakés (v italském originále Farnace) je italská opera seria ve třech dějství českého skladatele Josefa Myslivečka z 18. století. Byla složena na libreto italského básníka Antonia Marii Lucchiniho; nejslavnější zhudebnění tohoto libreta pochází od Antonia Vivaldiho (Farnakés - Farnace, 1727). Původní Lucchiniho libreto Mysliveček patrně zkrátil a upravil, jak bylo při nových zhudebněních zvykem; tyto změny však nelze přesně identifikovat.

## Vznik a historie díla
Farnakés byl poprvé uveden v neapolském Teatro San Carlo dne 4. listopadu 1767 na jmeniny španělského krále Karla III., dřívějšího vládce Neapolského království, jehož narozeniny a jmeniny byly stále slaveny operními inscenacemi i za vlády jeho syna Ferdinanda. (Původně byla opera objednána k chystanému sňatku krále Ferdinanda IV. s dcerou Marie Terezie Marií Josefou, ta však 15. října zemřela při epidemii neštovic.) Zakázka byla ohlasem triumfu, jehož Mysliveček dosáhl svým Bellerofontem, který byl uveden dříve téhož roku, a i tato opera byla úspěšná i přes méně hvězdné obsazení. Uvedena byla rovněž v Praze v prosinci 1768 po skladatelově triumfálním návratu do rodného města.

## Osoby a první obsazení
| Osoba                            | Hlasový obor     | Premiéra (4. listopadu 1767)  |
| -------------------------------- | ---------------- | ----------------------------- |
| Farnakés (Farnace), král pontský | soprán (kastrát) | Carlo Reina                   |
| Tamiri, jeho manželka            | soprán           | Antonia Maria Girelli Aguilar |
| Selinda, jeho sestra             | soprán           | Clemenza Bardetti             |
| Atridatés (Atridate)             | tenor            | Ercole Ciprandi               |
| Pompeius (Pompeo)                | soprán (kastrát) | Giuseppe Compagnucci          |
| Giladés (Gilade)                 | soprán (kastrát) | Girolamo Speciali             |

## Děj opery
Děj italských oper "vážného stylu" (opera seria) 18. století je téměř vždy položen do dávné nebo legendární minulosti a je postaven kolem historických či pseudohistorických osobností nebo postav antické mytologie. Hlavní postava Lucchiniho Farnaka ma předlohu v životě pontského krále Farnaka II., vládce v Malé Asii v 1. století př. n. l. a syna slavného Mithridata VI., jehož konflikty s Římskou republikou nakonec vedly k jeho smrti. Oproti libretu zhudebněnému Vivaldim je děj poněkud uhlazen a zbaven šokujících momentů: zcela vypuštěna je postava pomstychtivé Tamiřiny matky Berenice, která je vlastně sloučena s postavou římského vojevůdce Aqulia v novou postavu Atridata.
Lucchiniho drama popisuje Farnakovu porážku v bitvě. Aby neviděl celou svou rodinu upadnout do rukou nepřítele, nařídí Farnakés své manželce Tamiri, aby zabila jejich syna i sebe, ta však raději uprchne a i se synem se ukryje. Selindu, Farnakovu sestru, zajme Říman Atridatés a zamiluje se do ní, stejně tak ale kapitán vojska Giladés. Selinda popouzí jednoho proti druhému ve snaze zachránit svého bratra i synovce. Její snahy jsou úspěšné, i díky zásahu vojevůdce Pompeia, a život všech je ušetřen.

## Nahrávky
- árie "Ti parli in seno amore", The Five Countertenors. Decca: 2015. Armonia Atenea, dir. George Petrou, sol. Vince Yi.